# Ricardo Bustamante
Ricardo Alberto Bustamante (8 dicembre 1988) è uno schermidore argentino, specializzato nella sciabola.

## Palmarès
In carriera ha conseguito i seguenti risultati:
- Giochi Panamericani:

 Bronzo Rio de Janeiro 2007: sciabola a squadre